# Юніон (округ О-Клер, Вісконсин)
Юніон (англ. Union) — місто (англ. town) в США, в окрузі О-Клер штату Вісконсин. Населення — 2696 осіб (2020).

## Демографія
Згідно з переписом 2010 року, у місті мешкали 2663 особи в 983 домогосподарствах у складі 753 родин. Було 1014 помешкання
Расовий склад населення:
| - 93,9 % — білих - 3,9 % — азіатів - 0,3 % — корінних американців - 0,3 % — чорних або афроамериканців |

До двох чи більше рас належало 0,9 %. Частка іспаномовних становила 1,7 % від усіх жителів.
За віковим діапазоном населення розподілялося таким чином: 23,5 % — особи молодші 18 років, 63,1 % — особи у віці 18—64 років, 13,4 % — особи у віці 65 років та старші. Медіана віку мешканця становила 40,5 року. На 100 осіб жіночої статі у місті припадало 106,6 чоловіків;  на 100 жінок у віці від 18 років та старших — 106,9 чоловіків також старших 18 років.
Середній дохід на одне домашнє господарство  становив 76 104 долари США (медіана — 66 917), а середній дохід на одну сім'ю — 83 337 доларів (медіана — 74 607). Медіана доходів становила 53 171 долар для чоловіків та 35 757 доларів для жінок. За межею бідності перебувало 4,8 % осіб, у тому числі 2,0 % дітей у віці до 18 років та 7,8 % осіб у віці 65 років та старших.
Цивільне працевлаштоване населення становило 1592 особи. Основні галузі зайнятості: роздрібна торгівля — 19,9 %, освіта, охорона здоров'я та соціальна допомога — 18,2 %, виробництво — 12,7 %, мистецтво, розваги та відпочинок — 10,7 %.